# Primorskoje
Primorskoje (russisch Приморское, deutsch Wolittnick, mit Sandkrug) ist ein Dorf in der russischen Oblast Kaliningrad (Königsberger Gebiet) und gehört zur Pogranitschnoje selskoje posselenije (Landgemeinde Pogranitschny (Hermsdorf)) im Rajon Bagrationowsk (Kreis Preußisch Eylau).

## Geographische Lage
Primorskoje liegt am Ostufer des Frischen Haffs 36 Kilometer südwestlich von Kaliningrad (Königsberg (Preußen)). Bis zum zentralen Gemeindeort Pjatidoroschnoje (Bladiau) sind es sechs, bis zum nächstgrößeren Nachbarort Laduschkin (Ludwigsort) acht Kilometer.
Die russische Regionalstraße 27A-020 (ehemalige russische Fernstraße A 194, ehemalige deutsche Reichsstraße 1 und auch Europastraße 28) ist bei Pjatidoroschnoje zu erreichen, während „Primorskoje Nowoje“ selbst seit 1852 Bahnstation an der Strecke Braniewo (Braunsberg)–Mamonowo (Heiligenbeil)–Kaliningrad (Königsberg (Preußen)), der ehemaligen Preußischen Ostbahn, ist.
Zwischen dem früheren Gutshof und dem Haff liegt eine – früher Haffberg genannte – Anhöhe, die einen weiten Blick über das Wasser bis nach Baltijsk (Pillau) gewährt.

## Geschichte

### Ort

Wolittnick am Ostufer des Frischen Haffs, an der Landzunge von Balga, auf einer Landkarte von 1910 (siehe linke Bildhälfte).

Einstmals war Wolittnick lediglich ein Vorwerk des großen Gutes Weßlienen (heute russisch: Kunzewo). Im Jahre 1820 pachtete der Gutsbesitzer Karl Passarge diese Ländereien und erwarb sie 1832 aus der Versteigerung des Hauptgutes. 1860 verkaufte er den Besitz wieder, der nun an die Familie Hoffmann, danach an die Familie Koh und schließlich an die Familie von Schichau kam, bis das Gut im Jahre 1934 aufgesiedelt wurde.
Im Gutsbezirk Wolittnick lebten 1910 insgesamt 161 Menschen. Die Zahl der Einwohner stieg bis 1933 auf 172 und betrug 1939 bereits 225.
Bis 1945 gehörte Wolittnick zum Landkreis Heiligenbeil im Regierungsbezirk Königsberg der preußischen Provinz Ostpreußen. Aus Umbenennung des bisherigen Amtsbezirks Stuthenen (der Ort südöstlich von Wolittnick ist heute nicht mehr existent) entstand im Jahre 1929 der Amtsbezirk Wolittnick, zu dem außer der Gemeinde Wolittnick noch die Gemeinden Bolbitten (nicht mehr existent) und Partheinen (heute russisch: Moskowskoje) gehörten.
Der seit 1947 Primorskoje genannte Ort gehört heute zur russischen Oblast Kaliningrad im Rajon Bagrationowsk innerhalb der Gemeinde Pjatidoroschnoje.

### Sandkrug
Zur Gemeinde Wolittnick gehörte das Vorwerk Sandkrug, ein kleines Gehöft, das noch vor 1660 als Sandt-Krug bezeichnet wurde. Elf Einwohner waren im Jahre 1905 in Sandkrug registriert, das ein wenig abseits der Ortsmitte Wolittnicks lag.
Nach 1945 ist Sandkrug untergegangen. Seine Ortsstelle mag in Primorskoje aufgegangen sein. Sie ist von dort – über einen Landweg – zu erreichen.

## Kirche
Bis 1945 war Wolittnick mit Sandkrug ein Teil des evangelischen Kirchspiels Bladiau im Kirchenkreis Heiligenbeil in der Kirchenprovinz Ostpreußen der Kirche der Altpreußischen Union, zu dem insgesamt 47 Ortschaften gehörten. Letzter deutscher Geistlicher war Pfarrer Heinrich Geiger.

## Persönlichkeit des Ortes
- Ludwig Passarge (* 6. August 1825 in Wolittnick; † 1912), Jurist und Schriftsteller